# Alexandre Ier de Bulgarie
Pour les articles homonymes, voir Alexandre Ier et Alexandre de Battenberg.
Alexandre Ier de Bulgarie ou Alexandre de Battenberg, né le 5 avril 1857 à Vérone et mort le 17 novembre 1893 à Graz, est le premier souverain de la principauté de Bulgarie de 1879 à 1886.

## Biographie

### Origines familiales
Issu du mariage morganatique du prince Alexandre de Hesse avec la comtesse Julia Hauke, il n'est pas dynaste dans le grand-duché de Hesse. Il est cependant le neveu du grand-duc Louis III et de la tsarine Maria Alexandrovna, née Marie de Hesse-Darmstadt, épouse d'Alexandre II, tsar de Russie.

### Prince de Bulgarie
Il combat durant la guerre russo-turque de 1877-1878. 
Le tsar Alexandre II soutient la candidature de son neveu au trône de Bulgarie et le 29 avril 1879, Alexandre de Battenberg est élu à l'unanimité prince de Bulgarie par l'Assemblée nationale. 
Le nouvel État demeure cependant autonome et la Russie tente alors en permanence de diriger en sous-main la Bulgarie, alors vassale de l'empire ottoman et dans la sphère d'influence germanique. Des conseillers militaires russes sont envoyés pour contrecarrer l'influence austro-hongroise.
Alexandre Ier, de son côté, refuse la Constitution de la Bulgarie et le régime parlementaire en dissolvant le parlement en 1880 et en suspendant la Constitution l'année suivante tout en s'octroyant les pleins pouvoirs, malgré l'opposition des nationalistes bulgares aidés par la Russie.
À l'avènement d'Alexandre III, il restaure néanmoins l'ordre constitutionnel et forme un gouvernement pour mieux combattre l'influence de la Russie.
Après l'annexion de la Roumélie orientale par la principauté de Bulgarie en 1885, la Russie est déterminée à chasser le prince Alexandre mais l'issue victorieuse de la guerre serbo-bulgare déjoue les plans de Saint-Pétersbourg.
Malgré ses succès, le prince Alexandre resté catholique connaît une opposition de la part d'une nation fondamentalement orthodoxe.
Finalement, dans le cadre de la crise bulgare, un coup d'État pro-russe déclenché le 21 août 1886 le force à abdiquer le 8 septembre suivant malgré une tentative de reprendre le trône. Un an plus tard, il est remplacé par Ferdinand de Saxe-Cobourg.
En 1882, il entreprend de construire à Varna le château d'Euxinograd, qui sera terminé par son successeur.

### Exil et mort
Il termine sa vie comme général dans l'armée austro-hongroise avec le titre de comte de Hartenau. Mort en exil à Graz en 1893, ses restes sont rapatriés en Bulgarie et inhumés définitivement quatre ans plus tard dans un mausolée construit à sa mémoire au cœur de Sofia.

## Mariage et descendance
En 1889, le prince Alexandre épouse morganatiquement Jeanne Loisinger (1865-1951), chanteuse lyrique, qui est alors titrée comtesse de Hartenau. Le couple a deux enfants : Asen Ludwig Alexander (1890-1965), comte de Hartenau, et Marie Therese Vera Zwetlana (1893-1935), comtesse de Hartenau. Le prince Asen épouse en 1932 Bertha Hussa-Lamos (1892-1971). Ceux-ci n'ayant pas eu d'enfants, la maison princière de Bulgarie s'est éteinte avec eux.

### Sources
- (en) Alexander I., Encyclopædia Britannica, 2005.